# Área metropolitana de Santa Cruz-Watsonville
El Área Estadística Metropolitana de Santa Cruz-Watsonville, CA MSA como la denomina oficialmente la Oficina de Administración y Presupuesto, es un Área Estadística Metropolitana que solo abarca el condado de Santa Cruz, en el estado estadounidense de California. El área metropolitana tiene una población de 262.382 habitantes según el Censo de 2010, convirtiéndola en la 175.º área metropolitana más poblada de los Estados Unidos.

## Principales comunidades del área metropolitana
Ciudades principales
- Santa Rosa
- Watsonville

Otras comunidades importantes
- Capitola
- Scotts Valley

## Área Estadística Metropolitana Combinada
El área metropolitana de Santa Cruz-Watsonville es parte del Área Estadística Metropolitana Combinada de San Jose-San Francisco-Oakland, CA CSA junto con:
- El Área Estadística Metropolitana de San Francisco-Oakland-Fremont, CA MSA;
- El Área Estadística Metropolitana de San José-Sunnyvale-Santa Clara, CA MSA;
- El  Área Estadística Metropolitana de Santa Rosa-Petaluma, CA MSA;
- El Área Estadística Metropolitana de Vallejo-Fairfield, CA MSA; y
- El Área Estadística Metropolitana de Napa, CA MSA